# Дивись в обидва боки
«Дивіться в обидва боки» (англ. Look Both Ways) — американська романтично-комедійна драма 2022 року режисера Ванурі Кахіу за сценарієм Ейпріл Проссер. У головних ролях: Лілі Рейнгарт, Денні Рамірес, Айша Ді, Люк Вілсон та інші. Фільм вийшов 17 серпня 2022 року на Netflix.
Напередодні закінчення школи героїня фільму Наталі робить тест на вагітність і її життя розходиться у дві паралельній реальності: в одній вона вагітніє і залишається в рідному місті, щоб виховувати дитину, в іншій — здійсню свою мрію, переїжджає до Лос-Анджелеса, щоб продовжити кар'єру ілюстратора.

## Основний акторський склад
- Лілі Рейнгарт — Наталі Беннетт
- Денні Рамірес — Гейб, друг Наталі, батько її дитини
- Девід Коренсвет — Джейк, хлопець «Наталі з Лос-Анджелеса»
- Айша Ді — Кара, найкраща подруга Наталі
- Андреа Севідж — Тіна Беннетт, мати Наталі
- Люк Вілсон — Рік Беннетт, батько Наталі
- Нія Лонг — Люсі Гелловей, знаменита ілюстраторка

## Виробництво
У березні 2021 року Netflix оголосив, що головною акторкою і виконавчим продюсером фільму під робочою назвою «Плюс/мінус» стане Лілі Рейнгарт. У червні 2021 року до акторського складу приєдналися Люк Вілсон, Андреа Севідж, Айша Ді, Денні Рамірес і Девід Коренсвіт, у серпні — Ніа Лонг.
Основні зйомки пройшли 21 червня — 8 серпня 2021 року в Остіні, штат Техас, та в Лос-Анджелесі. На початку 2022 року додаткові сцени зняті в публічній бібліотеці, кафе та ресторані Ванкувера, Канада.
Фільм тривалістю 110 хвилин вийшов на Netflix 17 серпня 2022 року.